# Campamento Escalante
Campamento Escalante (denominado simplemente como Escalante) era una localidad argentina ubicada en el Departamento Escalante, provincia del Chubut. Nació como estación y apeadero del Ferrocarril de Comodoro Rivadavia. No hay datos de población, hacia el censo de 2001.

## Toponimia

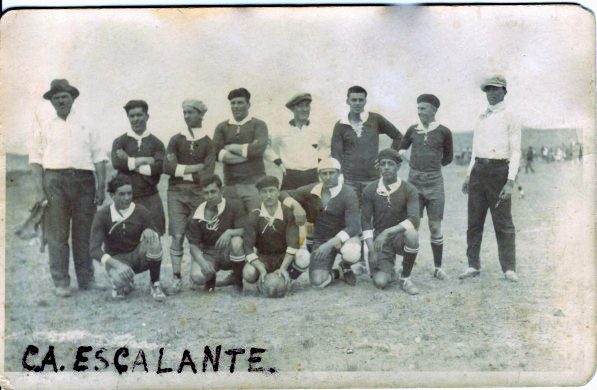
Equipo de Fútbol del desaparecido pueblo de Escalante

El nombre de la localidad fue dado en honor al Dr. Wenceslao Escalante, quien vivió entre los años 1852 y 1912. Fue un profesor de Filosofía del Derecho, fue también un importante político argentino que se desempeñó como ministro del Interior y de Hacienda, Agricultura y Obras Públicas de la Argentina durante la segunda mitad del siglo XIX. 
En cuanto a la denominación campamento es una forma de aludir a estas localizaciones urbanas en virtud de un análisis comparativo, dado que fueron administradas desde una unidad central próxima o distante al emplazamiento urbano original.
Hoy el nombre de Escalante se extiende al departamento provincial y al petróleo de la cuenca. Este tipo de petróleo está entre los más famoso del país; se caracteriza por ser más pesado y exportarse en buena medida porque faltan instalaciones en las refinerías adaptadas o apropiadas. Sin embargo, tiene muchas oportunidades con sus derivados.

## Geografía y producción
La localidad está ubicada en un sector cuya economía estaba centrada en la agricultura, principalmente en las quintas situadas en la zona de cañadones y mallines. La producción de estas explotaciones era enviada a la ciudad de Comodoro Rivadavia. A 5 kilómetros, en torno a la estación Escalante se desarrolló un paraje compuesto de un boliche-hotel, cascos de estancias, chacras e instalaciones vinculadas con el ferrocarril. El campamento petrolero disponía de un apeadero llamado Campamento Escalante, esta última construida por Yacimientos Petrolíferos Fiscales, para facilitar el acceso al yacimiento en la zona. Además, la zona fue explotada por Petrominera Chubut, propiedad del gobierno provincial. El área está ubicada a 395 metros sobre el nivel del mar.

## Historia
El poblamiento de la zona de Escalante comenzó  en 1902  con el decreto de Julio Roca que otorgaba sesenta leguas a familias bóeres  que escapaban de Sudáfrica luego de perder la guerra Anglo-Bóer. Por este motivo, se instalaron 32 pobladores inicialmente. Con el paso de los años la colonia Escalante  ocupó 100 leguas y contó con 1.200 pobladores sudafricanos. El principal beneficio fue su presencia levantó obras de ingeniería como casas, puentes y caminos. La prosperidad económica que la zona vivió trajo 4.000 vacunos, 4.000 yeguarizos y 150.000 ovejas. El impulso inicial de la localidad provocó que la Empresa Nacional de Correos y Telégrafos instalara en 1910 una oficina postal que estaba a cargo de Comodoro Rivadavia.
Desde 1914 con un relativamente cercano Cañadón lagarto prosperando era común que esta localidad recibiera a los viajeros en travesía hacia Comodoro. Especialmente, esto se daba cuando los pobladores intentaban movilizarse a pie en los intensos temporales invernales que duraban meses enteros y aislaban a Cañadón Lagarto y toda la zona. Para salir del pueblo a pie, los lagartenses usaban el tendido del ferrocarril con su terraplén y postes del telégrafo para arribar a otros puntos cercanos como km 96 - Holdich - Pampa del Castillo todas separadas de 20 kilómetros y que ofrecían hospedajes en las estaciones o los hoteles para los visitantes. Una vez alcanzada esta última localidad  era relativamente más fácil alcanzar Escalante que previo llegar a la estación ya exhibía tras 12 años de poblamiento una gran cantidad de arboledas y verdor de las chacras que los Bóeres ya habían levantado; amén de tener un clima más benigno por estar más al nivel del mar y no quedar por ende aislado en forma definitiva. Ya desde ese punto era seguro alcanzar Comodoro por servicio ferroviario inclusive.
La zona de Escalante cobró gran relevancia cuando se descubrieron entre 1928 y 1936 los grandes yacimientos del llamado flanco norte, como Cañadón Perdido, Diadema Argentina, Manantiales Behr, El Trébol, Pampa del Castillo, El Tordillo, etc. Sin embargo, el principal impulso vino durante la década de 1930 con la explotación petrolera que se terminó de radicar en la zona en 1931. Esta instalación atrajo familias norteñas especialmente de Catamarca y La Rioja. Ya que, el principal motivo del establecimiento del poblado fue mantener concentraciones obreras cercanas a las fuentes de explotación de la empresa. La empresa estatal fue reemplazando aquellas antiguas y voladizas carpas de lona improvisadas al borde de la boca de pozo y llevó a los campamentos a transformarse en verdaderos pueblos.
La localidad estaba ubicada en un sector cuya economía estaba centrada en la agricultura, principalmente en las quintas situadas en la zona de cañadones y mallines. La misma dependía de vertientes para el riego de legumbres que se destinaba al consumo en Comodoro. Los colonos con su intenso trabajo posibilitaron que su ganadería y frutos de la tierra que cultivaban como verduras, cereales (avena y cebada) y forrajes, aves, quesos, manteca y lana abastecieran a Comodoro Rivadavia. La localidad era un punto crucial para el ferrocarril porque permitía abastecer con sus manantiales a las demás localidades, en especial a Comodoro. Con el tiempo Escalante junto a las localidades de Manantiales Behr y Manantial Rosales pudieron saciar la sed comodorense con sus abundantes aguas encausadas en diferentes acueductos. Posteriormente, el abastecimiento comenzó a  tornarse insuficiente a mitad de la década de 1950 ante la rápida crecida poblacional comodorense y tuvo que ser suplementado con la construcción del Acueducto Jorge Carstens en los años 1960.
Mantenía estrecha relación con los demás campamentos de YPF y otras empresas privadas, con encuentros de Intercampamentos que ofrecían espectáculos deportivos y culturales. El ambiente según sus propios habitantes fue de índole paradisíaco con una empresa que proveía todo; lo que hacía al ámbito tan familiar. Así tuvo gran vinculación con Cañadón Perdido, Manantiales Behr, Pampa del Castillo, Campamento El Tordillo y El Trébol, los principales de la empresa. La importancia de los clubes deportivos en los campamentos petroleros era canalizar las expectativas de participación del personal de la empresa. Estos al estar impedidos de participar de las decisiones políticas que estaban en manos de la empresa, debían canalizarse en alguna otra dirección. Entre 1915 y 1946 se crearon más de 20 clubes en distintos campamentos. Asimismo, los clubes no sólo concentraban la atención deportiva, sino que también eran ámbito propicio para el desarrollo de bailes en sus instalaciones y reuniones sociales.
Desde los primeros tiempos de los campamentos el cine estuvo presente. En espacios como los clubes, galpones, comedores o salones sociales YPF desarrollaba intensas jornadas de proyección fílmica. Su auge se daría desde la década de 1940. Los campamentos eran visitados por camiones que tenían en la caja bastidores recubiertos de arpillera, con afiches pegados y grandes caracteres pintados a la tiza, convocando a los vecinos al estilo de viejos buhoneros. Todos los cines poseían separaciones gregarias. Al pulman iban los jerárquicos y a la platea los subordinados. Las proyecciones tenían contenido ideológico nacionalista favorable al periodo peronista, sin matices del conflicto social  en su gran mayoría.
El Campamento era visitado por el carnicero o el verdulero, ambos de YPF, dos veces por semana. Cada habitante compraba lo que deseaba. Además había vendedores particulares como pescadores: vendedores de masas dulces, como rosquitas, tortas y las traía en su canastita y hasta se daban cita aquí comerciantes con mercaderías variadas como heladerías que llegaban desde Comodoro, todos los días.
A partir de la segunda mitad del siglo XX el poblado decayó rápidamente a causa de la merma del ferrocarril frente a los automóviles. Aún para 1951 su población era contada entre las pocas localidades que la línea Comodoro Rivadavia a Colonia Sarmiento recorría. No obstante, en el informe del Ferrocarril Patagónico efectuado en 1957. El mismo enumera las localidades significativas de todo el Ferrocarril de Comodoro Rivadavia a Sarmiento. La lista solo menciona a Comodoro, los barrios-localidades comodorenses y Sarmiento. En tanto, las demás poblaciones intermedias entre ambas punta de rieles fueron clasificadas como rurales y con la simple descripción escasa población.

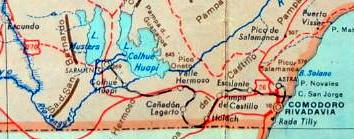
Escalante entre las localidades más importantes del ferrocarril en 1962.

Según informaciones aportadas por un censo de trabajadores de los yacimientos estatales de Comodoro Rivadavia, en 1962, la composición de la mano de obra mostraba un aumento relativo del número de nacionales, que había crecido hasta constituir el 21,3% de la población.  
Uno de los últimos registros de la localidad se dio en un mapa del instituto geográfico militar de los años 1960. En este documento se escribió el nombre de la estación-localidad con tinta negrita lo que indicaba alta importancia para el ferrocarril o cantidad poblacional relevante. 
El declive devino cuando entre 1960 y 1970, YPF decide que levantaría un gran número de campamentos - localidades, entre los que se incluyó a Escalante. Fueron movilizadas las familias desde el interior de los cañadones hacia el ámbito costero de zona norte de Comodoro Rivadavia. También se trasladaron las chapas de las casas para la construcción de las nuevas, dejando el paisaje más despoblado.
El golpe de gracia que terminó de despoblar esta localidad, así como muchas de la zona, fue la clausura definitiva del ferrocarril en 1979. Su difícil acceso, por rutas de tierra secundarias, evitó todo intento de salvarla. Hoy el factor que determinó su muerte, sumado y al cuidado de sus actuales propietarios, favoreció que las instalaciones del ferrocarril no fueran depredadas; siendo su conservación entre las mejores.
Para los años 1990 las estaciones y apeaderos del ferrocarril tenían sus instalaciones aun conservadas. Cada punto del ferrocarril tenía caminos y eran de fácil acceso. A pesar de estar en tierras privadas eran accesibles. Todos estos puntos se constituían como museos a cielo abierto; que gracias a sus basureros históricos daban muestras de como era la vida cotidiana en los pueblos del ramal.
La situación de conservación aceptable del ferrocarril que se mantuvo en los años 1990 fue retratada en un mapa que recogió gran parte del trazado ferroviario y los principales puntos. Sin embargo, ya mostraba un trazado incompleto solo conservado bien desde un sector Ciudadela hacia Diadema; mientas que había tramos parciales desde Ciudadela hacia Comodoro y Astra. Por último, el mapa informó que Pampa del Castillo, Escalante y Diadema fueron los únicos puntos poblacionales relevantes entre Sarmiento y Comodoro, confirmando la caída de importancia y población de las demás localidades.
Lamentablemente, la industria petrolera alteró las condiciones y el más grande de los basural histórico se fue perdiendo. El golpe de gracia de este y la mayoría de estos lugares histórico vino con el levantamiento ordenada por Das Neves en 2006.
Si bien se habló de muchos intentos por reactivar la zona con la implementación del nuevo ferrocarril Transpatagónico, el planteo no prosperó. Luego del cierre total del ferrocarril se hicieron promesas e ilusiones de que el ramal podría volver a reabrir o por lo menos sería replanteado bajo la creación del Mediante el decreto 309/98, del Poder Ejecutivo Nacional, aprobó los términos de referencia que presentó la empresa Canarail Consultants Inc. de Canadá la que realiza un proyecto de factibilidad de un Ferrocarril Transpatagónico. El nuevo tendido fue pensado partiendo desde la localidad de Choele-Choel vinculándola con los puertos de San Antonio Oeste, San Antonio Este, Puerto Madryn, Comodoro Rivadavia y Río Gallegos. Sin embargo, el proyecto cayó en el olvido ante la grave crisis política y económica sufrida desde 1998 y la posterior devaluación. En solo unos años de la gran expectativa se pasó  al levantamiento del ramal Comodoro Rivadavia – Sarmiento. El mismo fue solicitado en julio de 2004 por el Gobierno provincial de Mario Das Neves al Organismo Nacional de Administración de Bienes del Estado. La autorización se obtuvo a comienzos del año 2005 por medio del subsecretario de Transporte Ferroviario de la Nación, Julio Tito Montaña. Los restos que perduraban de la línea comenzaron a ser desmontados desde 2005 hasta 2006 por la firma Natura Ecology, en el marco de un convenio con la Secretaría de Turismo, por el cual la empresa se comprometía a desmontar el ramal y trasladar 46 mil durmientes a la localidad de El Maitén para rehabilitar La Trochita. El costo de ese trabajo era de 700 mil pesos y sería pagado con rezagos del desguace. El convenio mencionado no fue tratado por la Legislatura Provincial. La tramoya política produjo la pérdida de tramos históricos que perdieron los rieles y durmientes; dicha maniobra se ejecutó sin dar aviso a los pobladores que nada sabían sobre la compra de rieles, y que consideraban al mismo como patrimonio histórico de la región. Además, el convenio no fue respetado y 46 mil durmientes y vías nunca llegaron a El Maitén. El funcionario encargado de la Secretaría Juan Carlos Tolosa fue desvinculado de su cargo.
En el año 2006 levantamiento había arrasado casi toda la línea ferroviaria, y la reacción tardía de la ciudadanía llegó. Una medida solicitada a la justicia intervino para detener el saqueo justo en estación Enrique Hermitte. Gracias a esto el levantamiento de vías y durmientes del ferrocarril se detuvo, ya que no se cumplieron con los requisitos estipulados por ley. De este modo se pudo conservar, casi en su totalidad, los últimos 30 kilómetros de vías históricas desde kilómetro 162 hasta inmediaciones de Sarmiento. Aunque el accionar de los vecinos salvó el tendido dentro del terreno de la estación todos los alrededores fueron depredados por la empresa.
El acuífero volvió al interés público por la persistente problemática de abastecimiento que enfrenta la ciudad de Comodoro aun en 2024. El acuífero fue nuevamente estimado, junto al de Manantiales Behr, como clave para abastecer la recurrente faltante de agua que tiene el área metropolitana de Comodoro Rivadavia durante la época estival. Se planea incrementar un 30%la extracción de agua. Además, se busca retomar la obra abandonada que consistía en 10 pozos nuevos. Los pozos ya realizados serán optimizados con fondos municipales, mientras que los pozos nuevos serán afrontados por Provincia, en el marco de la compensación de deuda por obra pública que impulsa el gobernador ante sus pares de Nación.

## Población
A pesar de que la zona se hallaba casi deshabitada con el fin del ferrocarril y el desarme del pueblo campamento, aun mantenía para el censo de 2001 población rural dispersa. En 2008 se advirtió que lo que permanecía de población estaba en proceso casi seguro de desaparecer. La información surgió como resultado del análisis y comparación de los datos estadísticos proporcionados por el Instituto Nacional de Estadísticas y Censos basados a los Censos 1991 y 2001. De dicho análisis se revela la pérdida continua de habitantes en las poblaciones de Chubut: Lago Epuyén, Facundo, Lago Blanco, Diadema Argentina, Astra, Yala Laubat, Aldea Epulef, Tecka, Aldea Beleiro, Doctor Ricardo Rojas, Río Pico, Aldea Las Pampas, El Mayoco.
En el siguiente censo ya no fue nombrada la localidad, por lo que se habría despoblado casi por completo.

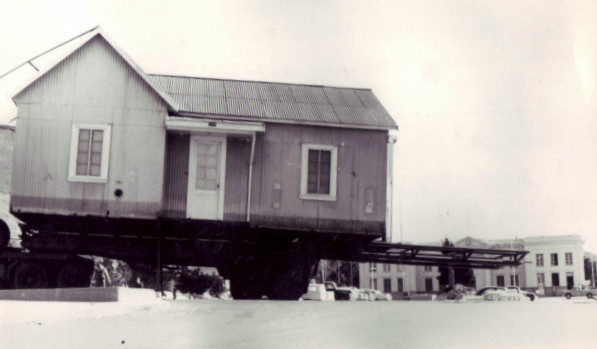
Casa de chapa desarticulada de los campamentos y puesta a la venta en la administración de YPF